# Dürnberg (Wüstung)
Dürnberg ist ein im 19. Jahrhundert abgegangener Ort auf dem Gebiet der heutigen Gemeinde Straßlach-Dingharting im oberbayerischen Landkreis München.
Die Einöde lag auf 589 m Höhe, etwa 500 m ostsüdöstlich von Mühlthal am Weg von Mühlthal nach Straßlach. Heute ist dort Wald.
Anfang des 19. Jahrhunderts ist dort ein einzelnes Anwesen verzeichnet. Im Ortschaften-Verzeichniss des Koenigreichs Bayern, Stand 1875, ist Dürnberg nicht mehr erwähnt.